# Niecy Nash
Carol Denise Betts (născută Ensley ; n. 23 februarie 1970, Palmdale, California, SUA),  cunoscută profesional ca Niecy Nash-Betts ( /ˈniːsi/ ), este o actriță, comediantă și gazdă de televiziune americană, cunoscută mai ales pentru prestațiile sale la televiziune.
Nash a fost gazda emisiunii Style Network⁠(d) Clean House⁠(d) din 2003 până în 2010, pentru care a câștigat un Daytime Emmy Award⁠(d) în 2010. În calitate de actriță, a interpretat rolul deputatului Raineesha Williams în serialul de comedie Reno 911! (2003–2009, 2020–prezent). Nash a primit două nominalizări la Premiile Primetime Emmy pentru cea mai bună actriță în rol secundar într-un serial de comedie și un premiu Critics' Choice Television pentru cea mai bună actriță în rol secundar într-un serial de comedie nominalizări pentru interpretarea rolului ca asistentă Denise "DiDi" Ortley în comedia HBO Getting On (2013). –2015). Ea a jucat, de asemenea, rolul Lolli Ballantine în sitcom-ul TV Land The Soul Man (2012–2016), Denise Hemphill în serialul Fox de comedie de groază, Scream Queens (2015–2016)  și ca Desna Simms, un personaj principal, în comedia-dramă politista  TNT Claws (2017–2022). În 2022, a jucat în Dahmer – Monster: The Jeffrey Dahmer Story în rolul Glenda Cleveland, vecina de alături a criminalului în serie Jeffrey Dahmer .
Nash a jucat, de asemenea, mai multe roluri în filme și a avut numeroase apariții în emisiuni de televiziune. În 2014, Nash a jucat rolul activistului pentru drepturile civile Richie Jean Jackson⁠(d) în filmul de dramă istorică Selma regizat de Ava DuVernay⁠(d). În 2019, a jucat rolul Delores Wise în miniseria lui DuVernay, When They See Us, pentru care a fost nominalizată la Premiul Primetime Emmy pentru cea mai bună actriță principală într-un serial limitat sau film . În 2018, Nash a primit o stea pe Hollywood Walk of Fame. În 2020, ea a interpretat-o pe lidera  feminista Florynce Kennedy⁠(d) în Mrs. America. În 2021, a fost gazdă invitată a emisiunii The Masked Singer pentru cinci episoade.

## Tinerețe
Carol Denise Ensley s-a născut în Palmdale, California . 
Este purtător de cuvânt al MAVIS (Mamele împotriva violenței în școli). Organizația a fost înființată de mama ei după moartea prin împușcare a fratelui mai mic al lui Nash, Michael, în 1993.  MAVIS are misiunea e a informa publicul cu privire la violența pe care copiii o întâlnesc în campusurile școlare⁠(d).

## Carieră

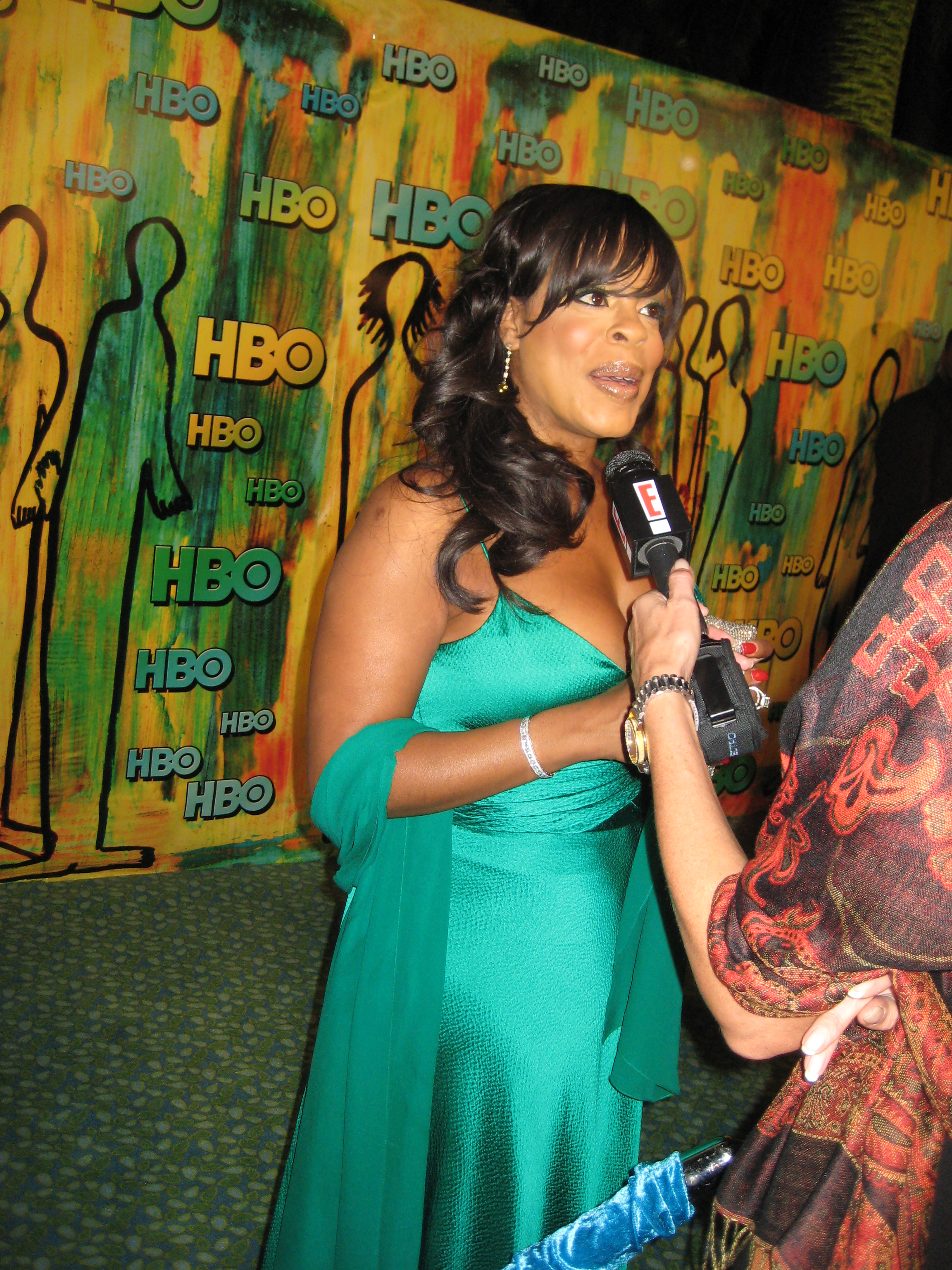
Nash la Emmy 2008

## Filmografie
| An   | Titlu                                           | Rol                          | Note           |
| ---- | ----------------------------------------------- | ---------------------------- | -------------- |
| 1995 | Băieți pe margine                               | Femeie la Diner              |                |
| 1999 | Averea lui Cookie                               | Wanda Carter                 |                |
| 1999 | Burlacul                                        | Mireasă afro-americană       |                |
| 2003 | Cel mai căutat din Malibu                       | Gladys                       |                |
| 2004 | Show de păr                                     | Debra                        |                |
| 2005 | Jepardee!                                       | Keisha Jenkins               | Mic de statura |
| 2005 | Ghici cine                                      | Naomi                        |                |
| 2005 | Aici vine Peter Cottontail: Filmul              | Mama Robin (voce)            |                |
| 2007 | Nume de cod: The Cleaner                        | Jacuzzi                      |                |
| 2007 | Reno 911!: Miami                                | adjunctul Raineesha Williams |                |
| 2007 | Gatiti!                                         | Buburuza Briggs              |                |
| 2008 | Horton aude un cine!                            | Miss Yelp (voce)             |                |
| 2008 | Doamna. C                                       | Anestezist                   | Mic de statura |
| 2009 | De ce râdem: comedianți negri la comedia neagră | Se                           |                |
| 2009 | Nu se sparge usor                               | Michelle                     |                |
| 2009 | Propunerea                                      | Stewardesă                   |                |
| 2009 | Forța G                                         | Rosalita                     |                |
| 2013 | Aveți încredere în mine                         | Angie                        |                |
| 2013 | Asistenta 3D                                    | Regina                       |                |
| 2014 | Walk of Shame                                   | Sofer de autobuz             |                |
| 2014 | Selma                                           | Richie Jean Jackson          |                |
| 2017 | Reducerea personalului                          | Agent de vânzări Leisureland |                |
| 2020 | Destupată                                       | Sylvia                       |                |
| 2022 | Frumusețe                                       | Mama Frumuseții              |                |